# 小行星5772
小行星5772（英語：5772 Johnlambert）是一颗围绕太阳公转的小行星。1988年6月15日，埃莉諾·赫琳在帕洛马山发现了此天体。
这颗小行星的绝对星等为7.57218238918769等。